# Thomas Bettermann
Thomas Bettermann (* 2. Februar 1956 in Dortmund) ist ein deutscher Musiker (Keyboards, Komposition) des Jazzrock.

## Leben und Wirken
Bettermann erhielt ab dem siebten Lebensjahr Klavierunterricht. Volker Kriegel holte ihn 1976 als Nachfolger von Rainer Brüninghaus in sein Mild Maniac Orchestra, mit dem er ein Jahrzehnt auf Tour war, auf dem Montreux Jazz Festival und dem JazzFest Berlin spielte und acht Alben einspielte. Zu hören ist er auch auf den Biton Grooves-Produktionen. Er arbeitete auch mit Rockbands wie Messalla und der Gruppe von Klaus Lage, mit Bernd Strohm, mit Super Session, mit Ginger Baker und mit Jonas Hellborg. Weiterhin schrieb er Filmmusiken und betätigte sich als Dozent. Von 1993 bis 1995 produzierte er die Gruppe Dob Russkin, an der er auch beteiligt war. Später spielte er bei Glatter Wahnsinn. Nach Ansicht des Rough Guide Jazz zählt der durch Joe Zawinul beeinflusste Musiker zu den wichtigsten Exponenten des deutschen Jazzrock.

## Lexigraphische Einträge
- Ian Carr, Digby Fairweather, Brian Priestley: Rough Guide Jazz. Der ultimative Führer zur Jazzmusik. 1700 Künstler und Bands von den Anfängen bis heute. Metzler, Stuttgart/Weimar 1999, ISBN 3-476-01584-X.

| Personendaten    | Personendaten           |
| ---------------- | ----------------------- |
| NAME             | Bettermann, Thomas      |
| KURZBESCHREIBUNG | deutscher Fusionmusiker |
| GEBURTSDATUM     | 2. Februar 1956         |
| GEBURTSORT       | Dortmund                |